# Hypogastrura theeli
Hypogastrura theeli är en urinsektsart som först beskrevs av Tycho Fredrik Hugo Tullberg 1876.  Hypogastrura theeli ingår i släktet Hypogastrura och familjen Hypogastruridae. Inga underarter finns listade i Catalogue of Life.